# Grenette
Pour les articles homonymes, voir Grenette (homonymie).
La Grenette est un cours d'eau de la Drôme dans la région Auvergne-Rhône-Alpes, et un affluent de la Drôme, donc un sous-affluent du Rhône.

## Géographie
La longueur de son cours d'eau est de 17,2 km.
Elle traverse les cinq communes de :
- dans le sens amont vers aval : Soyans (source), La Répara-Auriples, Autichamp, La Roche-sur-Grane  et Grane (confluence).

## Affluent
La Grenette a trois affluents référencés :
- le ruisseau de Maucol d'une longueur de 2,8 km ;
- le ruisseau de Colombet  d'une longueur de 3,7 km ;
- le Filan d'une longueur de 5 km.

## Infrastructures
La Grenette est franchie par la LGV Méditerranée sur le territoire communal de La Roche-sur-Grane via le viaduc de la Grenette, long de 947 mètres.